# 前569年
| 千纪： | 前1千纪 |
| 世纪： | 前7世纪 \| 前6世纪 \| 前5世纪 |
| 年代： | 前590年代 \| 前580年代 \| 前570年代 \| 前560年代 \| 前550年代 \| 前540年代 \| 前530年代                                                                                                  |
| 年份： | 前574年 \| 前573年 \| 前572年 \| 前571年 \| 前570年 \| 前569年 \| 前568年 \| 前567年 \| 前566年 \| 前565年 \| 前564年                                                                    |
| 纪年： | 周灵王三年 魯襄公四年 齐灵公十三年 晋悼公四年 秦景公八年 宋平公七年 楚共王二十二年 卫献公八年 陈成公三十年 蔡景侯二十三年 曹成公九年 郑僖公二年 燕武公五年 吴王寿梦十七年 杞桓公六十八年 |

## 大事記
- 春，陳成公午卒，子陳哀公弱嗣位。
- 夏，楚國屯軍繁陽，命頓國攻陳。冬，陳國發兵圍頓國。
- 北戎中最強的無終遣使到晉國議和，晉悼公採納魏絳推行「和戎狄」的策略，派他前往無終締結盟約。
- 十月，狐骀之战，邾国在狐骀（今山东省滕州市东南）击败鲁国。

## 逝世
- 陳成公